# Super Tuesday
Super Tuesday (Nederlands: Superdinsdag) is een begrip uit de Amerikaanse voorverkiezingen (primaries), waarbij verschillende partijen een presidentskandidaat kiezen. Op Super Tuesday (ergens in februari of maart) mogen negen staten stemmen waarbij een kwart van de delegatieleden te verdelen zijn. Dit is altijd de belangrijkste dag van de voorverkiezingen.
De staten waarin op Super Tuesday traditioneel gestemd wordt, zijn Californië, Connecticut, Georgia, Maryland, Massachusetts, New York, Ohio, Rhode Island en Vermont. Minnesota en North Dakota houden partijbijeenkomsten (caucuses) op deze dag.

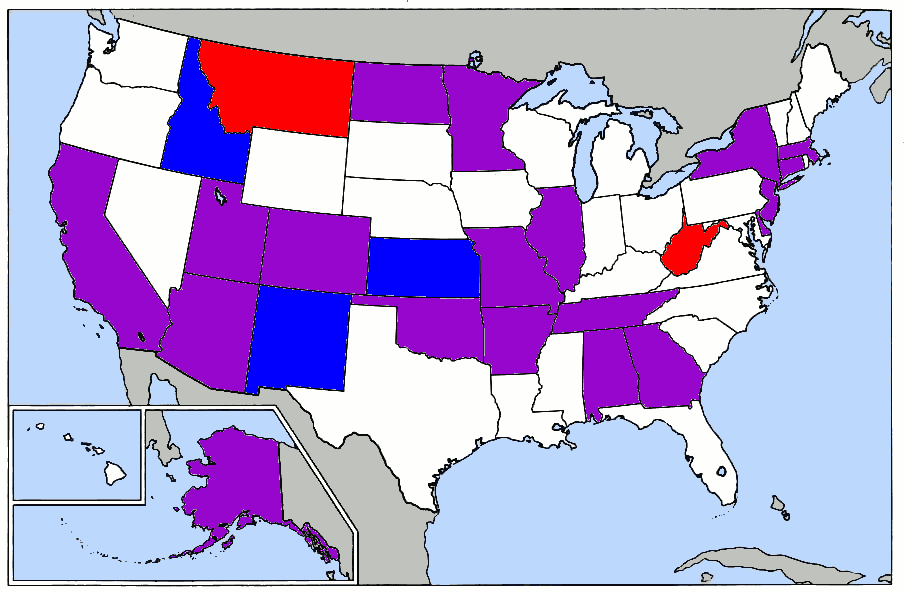
Super Tuesday (5 februari 2008)
Democratische caucuses (3)
Republikeinse caucuses (2)
Staten met voorverkiezingen voor beide partijen (19)

## Eerdere jaren
- In 1992 maakte Bill Clinton op Super Tuesday zijn comeback in de primary-race en werd uiteindelijk Democratisch kandidaat en president.
- In 1996 wist Bob Dole op Super Tuesday zijn Republikeinse kandidatuur veilig te stellen.
- Op 7 maart 2000 verstevigden Al Gore en George W. Bush hun posities ten opzichte van respectievelijk Bill Bradley en John McCain.

## 2004
Tijdens de voorverkiezingen van de Amerikaanse presidentsverkiezingen van 2004 viel Super Tuesday op 2 maart 2004.
Democraat John Kerry won negen van de tien staten en bracht hiermee zijn laatste serieuze opponent, John Edwards, zo'n slag toe dat deze een dag later zijn kandidatuur introk.
De Republikeinen hielden geen voorverkiezing omdat zittend president George W. Bush reeds hun kandidaat was.

## 2008
Bij de Amerikaanse presidentsverkiezingen 2008 werd de oorspronkelijke datum voor Super Tuesday (4 maart) vervangen door 5 februari, waarop 24 staten, met de helft van de Amerikaanse bevolking, voorverkiezingen hielden.
Primary of caucus (C) voor beide partijen: Alabama, Alaska, Arizona, Arkansas, Californië, Colorado (C), Connecticut, Delaware, Georgia, Illinois, Massachusetts, Minnesota (C), Missouri, New Jersey, New York, North Dakota (C), Oklahoma, Tennessee en Utah.
Democraten: Idaho (C), Kansas (C) en New Mexico (C).
Republikeinen: Montana (C), West Virginia (C).
Bij de Democraten kregen Hillary Clinton en Barack Obama er ieder ongeveer hetzelfde aantal afgevaardigden bij, zodat geen van beiden een duidelijke voorsprong heeft. Clinton won de grootste staten, namelijk Californië en New York, terwijl Obama de meeste staten won.
Bij de Republikeinen vergrootte John McCain zijn voorsprong op Mitt Romney, die teleurstellend presteerde met zeven staten. Opvallend waren de overwinningen van Mike Huckabee in vijf zuidelijke staten. McCain won zowel de grootste als de meeste (9) staten.
Zie hier voor uitslag-details.

## 2016
In 2016 vond Super Tuesday plaats op 1 maart. Bij de Republikeinen won Trump zeven staten. Cruz won er drie, waaronder Texas, en Rubio won er een. Bij de Democraten won Clinton zeven van de elf staten, de overige vier werden gewonnen door Sanders.

## 2020
Super Tuesday vond in 2020 plaats op 3 maart. Toen mochten veertien staten stemmen.
Bij de Democraten won Joe Biden Alabama, Arkansas, Maine, Massachusetts, Minnesota, North Carolina, Oklahoma, Tennessee, Texas en Virginia. Bernie Sanders won in Californië, Colorado, Utah en zijn thuisstaat Vermont. Michael Bloomberg won Amerikaans-Samoa. Elizabeth Warren en Tulsi Gabbard wonnen geen enkele staat.
In de Republikeinse voorverkiezingen versloeg zittend president Donald Trump uitdager Bill Weld. De Staten Maine en Minnesota hadden Weld zelfs niet vermeld op hun stembiljetten. De Republikeinse Partij van Virginia ging nog een stap verder en besloot de voorverkiezing helemaal af te gelasten en de afgevaardigden rechtstreeks te kiezen op de partijconventie.

## 2024
Super Tuesday vond plaats op 5 maart 2024. Bij de Democraten was zittend president Joe Biden de duidelijke winnaar met winst in alle vijftien deelnemende staten. Alleen het overzees gebied Amerikaans-Samoa ging naar Jason Palmer. Bij de Republikeinen was ex-president Donald Trump de duidelijke winnaar met winst in veertien van de vijftien staten, behalve Vermont dat naar Nikki Haley ging. De volgende dag beëindigden Palmer en Haley beiden hun campagne voor de nominatie van presidentskandidaat.